# Podsavezna nogometna liga Livno 1959./60.
Podsavezna nogometna liga Livno, također i kao "Livanjska podsavezna liga" je bila liga četvrtog stupnja nogometnog prvenstva Jugoslavije u sezoni 1959./60. 
 Sudjelovalo je ukupno 6 klubova, a prvak je bio Šator" iz Glamoča. 

## Ljestvica
| mj. | klub            | ut. | pob. | ner. | por. | gol+ | gol- | bod |
| --- | --------------- | --- | ---- | ---- | ---- | ---- | ---- | --- |
| 1.  | Šator Glamoč    | 8   | 7    | 1    | 0    | 37   | 12   | 15  |
| 2.  | Troglav Livno   | 8   | 6    | 0    | 2    | 23   | 7    | 12  |
| 3.  | Tekstilac Livno | 8   | 3    | 1    | 4    | 20   | 21   | 7   |
| 4.  | Radnički Rilić  | 8   | 1    | 2    | 5    | 13   | 32   | 4   |
| 5.  | Kupres          | 8   | 1    | 0    | 7    | 6    | 29   | 2   |
|     | Budućnost Duvno | 5   | 4    | 1    | 0    | 14   | 8    | 9   |

- "Budućnost" iz Duvna odustala u proljetnem dijelu jer je na njenom igralištu započela izgradnja tvornice "Plastika", a nije bilo osposobljeno zamjensko igralište
- Duvno – tadašnji naziv za Tomislavgrad

## Rezultatska križaljka
| kratica | klub            | KUP | RAD | ŠAT | TEK | TRO | BUD |
| --- | --------------- | --- | --- | --- | --- | --- | --- |
| KUP | Kupres          |     |     |     |     |     |     |
| RAD | Radnički Rilić  |     |     |     |     |     |     |
| ŠAT | Šator Glamoč    |     |     |     |     |     |     |
| TEK | Tekstilac Livno |     |     |     |     |     |     |
| TRO | Troglav Livno   |     |     |     |     |     |     |
| BUD | Budućnost Duvno |     |     |     |     |     |     |
| |                 |     |     |     |     |     |     |
| podebljan rezultat - utakmice od 1. do 5. kola (1. utakmica između klubova) rezultat normalne debljine - utakmice od 6. do 10. kola (2. utakmica između klubova) rezultat nakošen - nije vidljiv redoslijed odigravanja međusobnih utakmica iz dostupnih izvora rezultat nakošen i smanjen * - iz dostupnih izvora nije uočljiv domaćin susreta prekrižen rezultat - poništena ili brisana utakmica p - utakmica prekinuta 3:0 p.f. / 0:3 p.f. - rezultat 3:0 bez borbe n.i. - nije igrano |                 |     |     |     |     |     |     |

 Izvori: 